# Vincent Maliszewski
Vincent Maliszewski (Versalles, 20 de junio de 1972) es un deportista francés que compitió en remo. Ganó dos medallas en el Campeonato Mundial de Remo, en los años 1997 y 2000.

## Palmarés internacional
| Campeonato Mundial | Campeonato Mundial     | Campeonato Mundial | Campeonato Mundial |
| Año                | Lugar                  | Medalla            | Prueba             |
| ------------------ | ---------------------- | ------------------ | ------------------ |
| 1997               | Aiguebelette (Francia) | Medalla de oro     | Cuatro con timonel |
| 2000               | Zagreb (Croacia)       | Medalla de bronce  | Dos con timonel    |